# Detlef Lewe
Detlef Lewe   (Dortmund, 20 de juny de 1939 - Múnic, 1 d'octubre de 2008) fou un piragüista en aigües tranquil·les alemany que va competir sota bandera de la República Federal Alemanya durant les dècades de 1960 i 1970.
Durant la seva carrera esportiva va prendre part en quatre edicions dels Jocs Olímpics d'Estiu, el 1960, 1964, 1968 i 1972. El 1960 i 1964 fou sisè en la prova del C-1, 1.000 metres. El 1968 guanyà la medalla de plata, mentre el 1972 guanyà la de bronze. En els seus darrers Jocs fou l'abanderat alemany en la cerimònia inaugural dels Jocs.
En el seu palmarès també destaquen tres medalles d'or i una de plata al Campionat del Món en aigües tranquil·les, entre les edicions de 1963 i 1971.
Es casà amb la també piragüista Barbara Schüttpelz. Una vegada retirat es va traslladar a Munic, on treballà com a carnisser fins a la seva mort, el 2008.